# Euphilomedes sinister
Euphilomedes sinister är en kräftdjursart som beskrevs av Louis S. Kornicker 1974. Euphilomedes sinister ingår i släktet Euphilomedes och familjen Philomedidae. Inga underarter finns listade i Catalogue of Life.